# 앙골라플라이쥐
앙골라플라이쥐(학명: Otomys anchietae)는 설치류의 일종이다. 앙골라에서만 발견된다. 자연 서식지는 건조 사바나 지역과 습윤 사바나 지역, 아열대 또는 열대 기후 지역의 계절성 습윤 또는 홍수림 저지대 초원 지대이다. 서식지 감소로 멸종 위협을 받고 있다.